# Trochila astragali
Trochila astragali är en svampart som beskrevs av Rehm 1896. Trochila astragali ingår i släktet Trochila, ordningen disksvampar, klassen Leotiomycetes, divisionen sporsäcksvampar och riket svampar.   Inga underarter finns listade i Catalogue of Life.